# آرتور مایکل
آرتور مایکل (به انگلیسی: Arthur Michael) (زاده ۷ اوت ۱۸۵۳ – درگذشته ۸ فوریه ۱۹۴۲) شیمیدان آمریکایی است که در زمینه شیمی آلی فعالیت داشته و عمده شهرت وی به دلیل کشف واکنش افزایشی مایکل است.